# Sződ, Pesta
Sződ  este un sat în districtul Vác, județul Pesta, Ungaria, având o populație de 3.509 locuitori (2011). 

## Demografie
Componența etnică a satului Sződ
     Maghiari (96,58%)
     Slovaci (1,35%)
     Necunoscut (0,84%)
     Alții (1,23%)
Componența confesională a satului Sződ
     Romano-catolici (49,36%)
     Fără religie (12,43%)
     Reformați (5,87%)
     Atei (1,34%)
     Necunoscută (29,64%)
     Alte religii (4,3%)
Conform recensământului din 2011, satul Sződ avea 3.509 locuitori. Din punct de vedere etnic, majoritatea locuitorilor (96,58%) erau maghiari, cu o minoritate de slovaci (1,35%). Apartenența etnică nu este cunoscută în cazul a 0,84% din locuitori. Nu există o religie majoritară, locuitorii fiind romano-catolici (49,36%), persoane fără religie (12,43%), reformați (5,87%) și atei (1,34%). Pentru 29,64% din locuitori nu este cunoscută apartenența confesională.